# نيك بارنت
نيك بارنت (بالإنجليزية: Nick Barnett)‏ هو لاعب كرة قدم أمريكية أمريكي، ولد في 27 مايو 1981 في فونتانا في الولايات المتحدة.

## وصلات خارجية
- نيك بارنت على موقع مرجع كرة القدم المحترفة.كوم (الإنجليزية)